# José Comas y Solá
Josep Comas y Solà (Barcelona, 17 de dezembro de 1868 — Barcelona, 2 de dezembro de 1937) foi um astrônomo espanhol nascido na Catalunha.
| Asteroides descobertos: 11 | Asteroides descobertos: 11 |
| -------------------------- | -------------------------- |
| 804 Hispania               | 20 de março de 1915        |
| 925 Alphonsina             | 13 de janeiro de 1920      |
| 945 Barcelona              | 3 de fevereiro de 1921     |
| 986 Amelia                 | 19 de outubro de 1922      |
| 1102 Pepita                | 5 de novembro de 1928      |
| 1117 Reginita              | 24 de maio de 1927         |
| 1136 Mercedes              | 30 de outubro de 1929      |
| 1188 Gothlandia            | 30 de setembro de 1930     |
| 1626 Sadeya                | 10 de janeiro de 1927      |
| 1655 Comas Sola            | 28 de novembro de 1929     |
| 1708 Polit                 | 1 de dezembro de 1929      |